# Генерал-адмирал (Руска Империја)
Генерал-адмирал (рус. генерал-адмирал) је био војни чин I класе у Табели рангова Руске Империје од 1722. до 1917. године. Одговарао је војном чину генерал-фелдмаршала и грађанским чиновима канцелара и активног тајног савјетника 1. класе.
Као поморска дужност постојао је још од 1695. године.
Укинут је након Октобарске револуције 1917. године.

## Генерал-адмирали
Генерал-адмирали:
- 1708. — гроф Фјодор Матвејевич Апраксин (1661—1728)
- 1740. (лишен звања 1741) — гроф Андреј Иванович Остерман (1686—1747)
- 1756. — кнез Михаил Михајлович Голицин (1681—1764) (не мијешати га с његовим старијим братом генерал-фелдмаршалом Михаилом Михајловичем Голициним)
- 1762. — велики кнез Павле Петрович, од 1796. император Павле I Петрович (1754—1801)
- 1831. — велики кнез Константин Николајевич (1827—1892)
- 1883. — велики кнез Алексеј Александрович (1850—1908).

Године 1796. гроф Иван Григоријевич Чернишев (1726—1797) је добио звање генерал-фелдмаршала за морнарицу, равно звању генерал-адмирала.